# Psycho Goreman
Psycho Goreman ist ein kanadischer Science-Fiction-Film von Steven Kostanski aus dem Jahr 2020.

## Handlung
Die Geschwister Mimi und Luke entdecken beim Graben in ihrem Garten einen seltsamen, leuchtenden Edelstein. In dieser Nacht taucht ein außerirdisches Monster aus dem Loch auf.  Das Monster dringt in eine alte Schuhfabrik ein und tötet brutal eine Gruppe von Dieben, die sich dort versteckt halten. Am nächsten Tag folgen Mimi und Luke einer Spur zur Schuhfabrik und entdecken das Monster. Das Monster ist ein tödlicher außerirdischer Krieger, der auf der Erde eingesperrt ist, nachdem er versucht hat, die Galaxie in einem Amoklauf zu zerstören. Bevor er sie töten kann, erkennt er, dass Mimi den Edelstein hat, der es ihr ermöglicht, ihn zu befehlen. Mimi nennt den Außerirdischen „Psycho Goreman“ (oder kurz „PG“) und beginnt trotz Lukes Bedenken, PG herumzukommandieren. Eine Gruppe von Außerirdischen namens „Planetary Alliance“ entdeckt, dass PG der Gefangenschaft entkommen ist und schickt den Krieger Pandora in Form einer menschlichen Frau auf die Erde, um ihn zu töten.
PG erzählt den Kindern, dass er ein Sklave der Templer war. Damals entdeckte PG einen Edelstein, der sich mit ihm verband und ihm immense Macht verlieh. Er stellte eine Armee namens „The Paladins Obsidian“ zusammen, kämpfte gegen die Templer und begann einen Amoklauf durch die Galaxie, bis die Planetare Allianz ihn besiegte und auf der Erde einsperrte. Als die Kinder gehen, sendet PG einen Hilferuf an Paladins Obsidian. Mimis und Lukes Eltern sehen PG. Mimi stellt ihn ihnen vor und zeigt, wie sie ihn kontrollieren kann. Mimi zwingt PG, die Familie bei Aktivitäten zu begleiten und widerwillig ein Freund der Familie zu werden.
Während sie mit PG unterwegs sind, wird die Gruppe von zwei Polizisten angesprochen, die PG angreifen. PG mutiert einen von ihnen zu einem Zombie, während der andere entkommt. Pandora kommt auf der Polizeistation an und verhört den zuvor entkommenen Beamten. Im Wald treffen Paladins Obsidian vor der Gruppe ein. PG befiehlt ihnen, Mimi und Luke zu töten, nur damit die Paladine offenbaren, dass sie jetzt mit den Templern verbündet sind. PG wird von ihnen verletzt, als Mimi ihn davon abhält, sich zu wehren. Als PG sich bei Mimi entschuldigt, kann er die Gruppe töten. Anschließend bricht er aufgrund seiner Verletzungen zusammen.
PG kommt in einer Vision zu Greg und verlangt, dass er ihn und die Kinder aus dem Wald holt. Greg tut dies und sie fahren zurück zum Haus, wo Pandora mit Susan wartet. Susan schlägt vor, PG an Pandora zu übergeben und Luke stimmt zu. Greg steht auf der Seite von Mimi und fährt mit PG weg. Sie verstecken sich in der Schuhfabrik. Anschließend wird Susan in eine Templer verwandelt. PG gibt an, dass die Übergabe des Edelsteins der einzige Weg ist, ihn zu heilen. Plötzlich treffen Pandora, Susan und Luke ein. Luke überzeugt Mimi davon, dass die Macht des Edelsteins und PG sie korrumpiert haben. Bevor Pandora PG töten kann, fordert er sie zu einem Kampf nach Mimis Wahl heraus. Sie entscheidet sich für Crazy Ball, ein Spiel mit extrem komplexen Regeln, das sie und Luke erfunden haben. Mimis Team gewinnt, aber Pandora greift trotzdem ein, um Mimi und PG anzugreifen. Susan nutzt ihre Kräfte, um Mimi zu retten, wird aber von Pandora in ihre menschliche Form zurückversetzt. Luke und Mimi versöhnen sich und übergeben den Edelstein an PG, um ihn zu heilen. PG besiegt Pandora und verschlingt sie. PG gibt Mimi das jetzt machtlose Juwel zurück, aber er verspricht, das er die Mimis Familie schonen wird. Die Familie verabschiedet sich von PG und sieht zu, wie er beginnt, ihre Stadt zu zerstören.

## Produktion und Veröffentlichung
Regie führte Steven Kostanski, der auch das Drehbuch schrieb. Die Produzenten waren Stuart F. Andrews, Shannon Hanmer und Steven Kostanski. Die Musik komponierte Blitz//Berlin und für die Kameraführung war Andrew Appelle verantwortlich. Für den Schnitte verantwortlich waren Andrew Appelle und Steven Kostanski. Der Film kam am 7. Oktober 2020 raus. Am 22. April 2021 erschien der Film in einer ungekürzten Fassung mit der Altersfreigabe „ab 16 Jahren“ in Deutschland.

## Synchronisation
| Figur               | Schauspieler       | Deutscher Synchronsprecher |
| ------------------- | ------------------ | -------------------------- |
| Psycho Goreman / PG | Steven Vlahos      | Achim Buch                 |
| Pandora             | Anna Tierney       | Jennifer Böttcher          |
| Mimi                | Nita-Josee Hanna   | Carlotta Pahl              |
| Luke                | Owen Myre          | Lino Kelian                |
| Alastair            | Scout Flint        | Marlon Mottschall          |
| Vince / Zombie Cop  | Robert Homer       | Yannik Raiss               |
| H.I.S.S             | Stacie Gagnon      | Jantje Billker             |
| Kortex              | Matthew Kennedy    | Markus Hanse               |
| Cassius 3000        | Conor Sweeney      | Andreas Grötzinger         |
| Darkscream          | Alex Chung         | Holger Umbreit             |
| Greg                | Adam Brooks        | Mark Seidenberg            |
| Susan               | Alexis Kara Hancey | Kerstin Draeger            |

## Rezeption
- Lexikon des internationalen Films: „Die als augenzwinkernde Hommage ans 1980er-Genrekino angelegte Horror-Komödie punktet mit einer liebevollen Ausstattung, handgemachten Effekten und schrägem Humor, hat allerdings etwas wenig Ideen, um den Plot auf Spielfilmlänge temporeich und spannend voranzutreiben.“[4]